# Amelia va al baile
Amelia al ballo (título original en italiano; en inglés, Amelia Goes to the Ball) es una ópera bufa en un acto con música y libreto en italiano de Gian Carlo Menotti. Se estrenó en la Academia de Música de Filadelfia el 1 de abril de 1937

## Historia
Es la primera ópera Gian Carlo Menotti y sigue la tradición del verismo italiano, aunque con influencias melódicas puccinianas. Es la única ópera del compositor escrita en italiano. La traducción de la versión inglesa, Amelia goes to the ball, fue obra de Georg Mead.
Esta ópera se representa muy poco; en las estadísticas de Operabase aparece con sólo 5 representaciones en el período 2005-2010.

## Argumento
Amelia desea ardientemente participar en el primer baile de la temporada. Quien debe acompañarla, el marido, acaba de descubrir que ha sido traicionado y quiere saber con quién, a cambio de la promesa de ir al baile. Amelia le revela que el amante es el inquilino del piso de arriba. Tras luchas y amenazas llega también un comisario de policía, con el cual Amelia pudo finalmente ir al baile.